# Иван Шишкин
Иван Иванович Шишкин (рус. Иван Иванович Шишкин; Јелабуга, 25. јануар 1832 — Санкт Петербург, 20. март 1898) био је руски сликар пејзажа и портрета, блиско повезан са передвижницима.

## Биографија
Шишкин је рођен у Јелабуги, 25. јануара 1832. Гимназију је завршио у Казању. Након завршене гимназије студирао у Московској школи за сликарство, скулптуру и архитектуру, а потом се школовао на Империјалној академији уметности у Санкт Петербург (од 1856. до 1860). Дипломирао је са највишим признањем и златном медаљом. Добио је и царску стипендију за своје даље студије у Европи. 
Пет година након тога Шишкин је постао члан академије и био је професор сликарства од 1873. до 1898. Истовремено држао је и часове сликања у Вишој уметничкој школи у Санкт Петербургу. По повратку у Санкт Петербург постао је члан круга путника и Друштва руских акварелиста. Такође је учествовао и на изложбама Академије уметности, Изложби свих руских сликара (1882), у Нижњем Новгороду (1896), као и на светским сајмовима (Париз, 1867 и 1878 и Беч, 1873). Шишкинов метод сликања заснован је на аналитичким студијама природе. Постао је познат по својим пејзажима шума, а био је и изузетан цртач и графичар.
Шишкин је поседовао дачу у Вири, јужно од Санкт Петербурга. Тамо је насликао неке од својих најбољих пејзажа. Његови радови познати су по поетском опису годишњих доба у шуми, дивље природе, животиња и птица. Умро је 1898. године у Санкт Петербургу, док је радио на својој новој слици.
Мала планета 3558 Шишкин, откривена од стране совјетског астронома Људмиле Журављове 1978, названа је по њему.

## Галерија
- Дела Ивана Шишкина
- Јутро у боровој шуми
- Раж
- Киша у храстовој шуми
- Испред огледала
- Стеновит пејзаж
- Након олује у Мери-Хови
- Зима
- Далека шума
- Поглед на периферију Санкт Петербурга